# Raoul Rémy

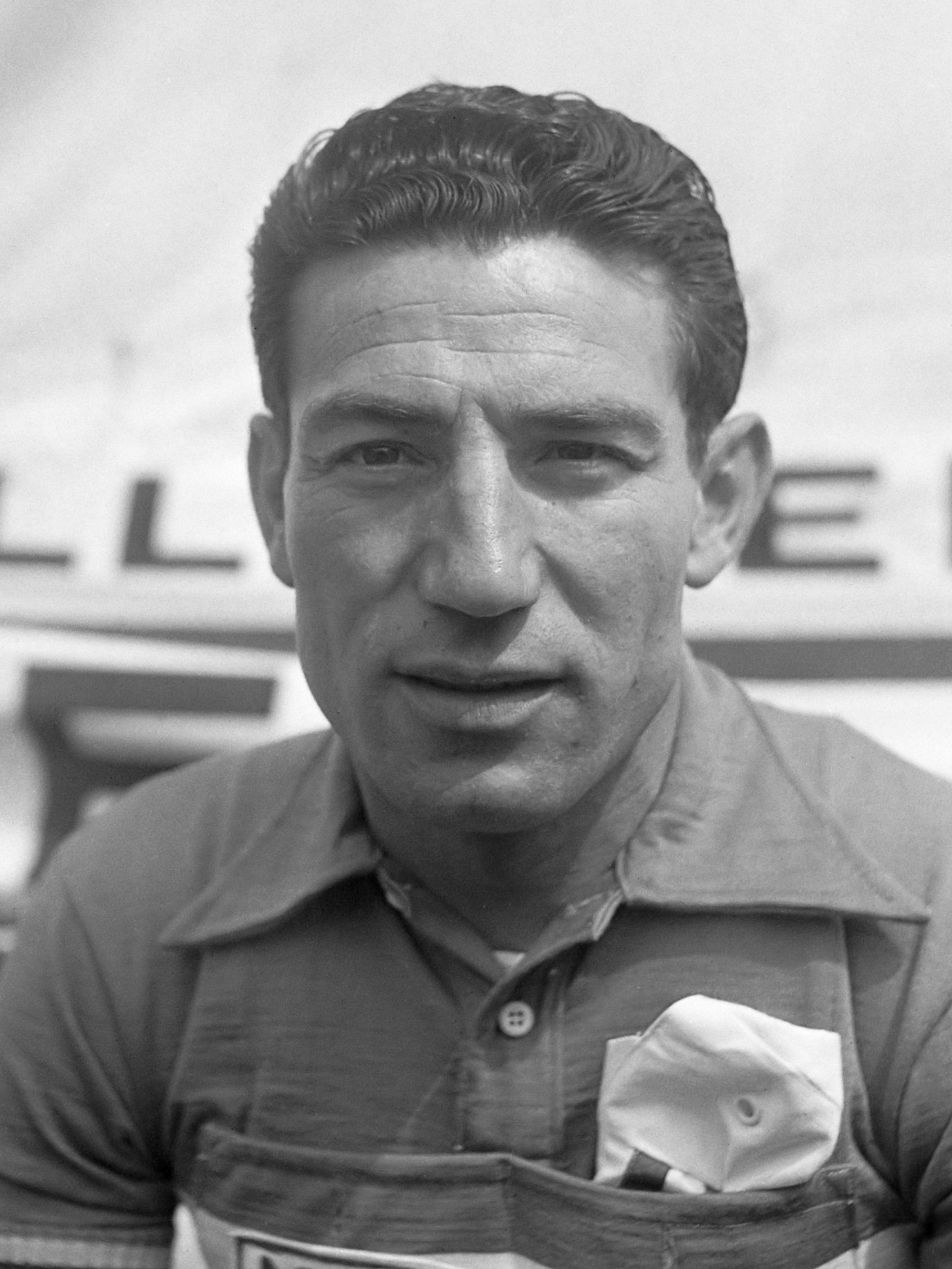
Raoul Rémy (1954)

Raoul Jules Rémy (* 25. Oktober 1919 in Marseille; † 26. Juni 2002 ebenda) war ein französischer Radrennfahrer und nationaler Meister im Radsport.

## Sportliche Laufbahn
1943 wurde er nationaler Meister im Mannschaftszeitfahren. Von 1939 bis 1943 startete er als Unabhängiger. 1944 wurde Rémy Berufsfahrer im Radsportteam France-Sport. Er blieb bis 1957 aktiv.
Seine bedeutendsten Siege holte er in der Tour de France, er gewann 1948 und 1952 jeweils eine Etappe. 1947 siegte er im Etappenrennen Circuit de l’Indre. 1945 war er in dem Rennen Zweiter und 1945 Dritter geworden. Das Eintagesrennen Paris–Camembert gewann er 1948 vor Lucien Teisseire. Weitere Siege holte er in den Rennen Paris–Clermont-Ferrand 1950, Tour du Vaucluse und Grand Prix Nizza 1951, Tour de Haute-Savoie 1953 und Grand Prix de l’Écho d'Algier 1954. Etappensiege errang Rémy 1946 und 1954 bei Paris–Nizza, 1948 in der Tour de l’Ouest, 1950 in der Tour du Sud-Est, 1952 im Critérium du Dauphiné libéré und in der Vuelta a Mallorca 1956. 1953 wurde er Dritter im Rennen Lüttich–Bastogne–Lüttich. 
Raoul Rémy bestritt alle Grand Tours.

## Grand-Tour-Platzierungen
| Grand Tour            | 1947 | 1948 | 1949 | 1950 | 1951 | 1952 | 1953 | 1954 | 1955 | 1956 |
| --------------------- | ---- | ---- | ---- | ---- | ---- | ---- | ---- | ---- | ---- | ---- |
| Vuelta a EspañaVuelta | –    | –    | –    | –    | –    | –    | –    | –    | 42   | DNF  |
| Giro d’ItaliaGiro     | –    | –    | –    | –    | –    | –    | –    | –    | –    | DNF  |
| Tour de FranceTour    | 28   | 23   | DNF  | 34   | DNF  | 37   | 51   | 38   | DNF  | DNF  |